# Raziel

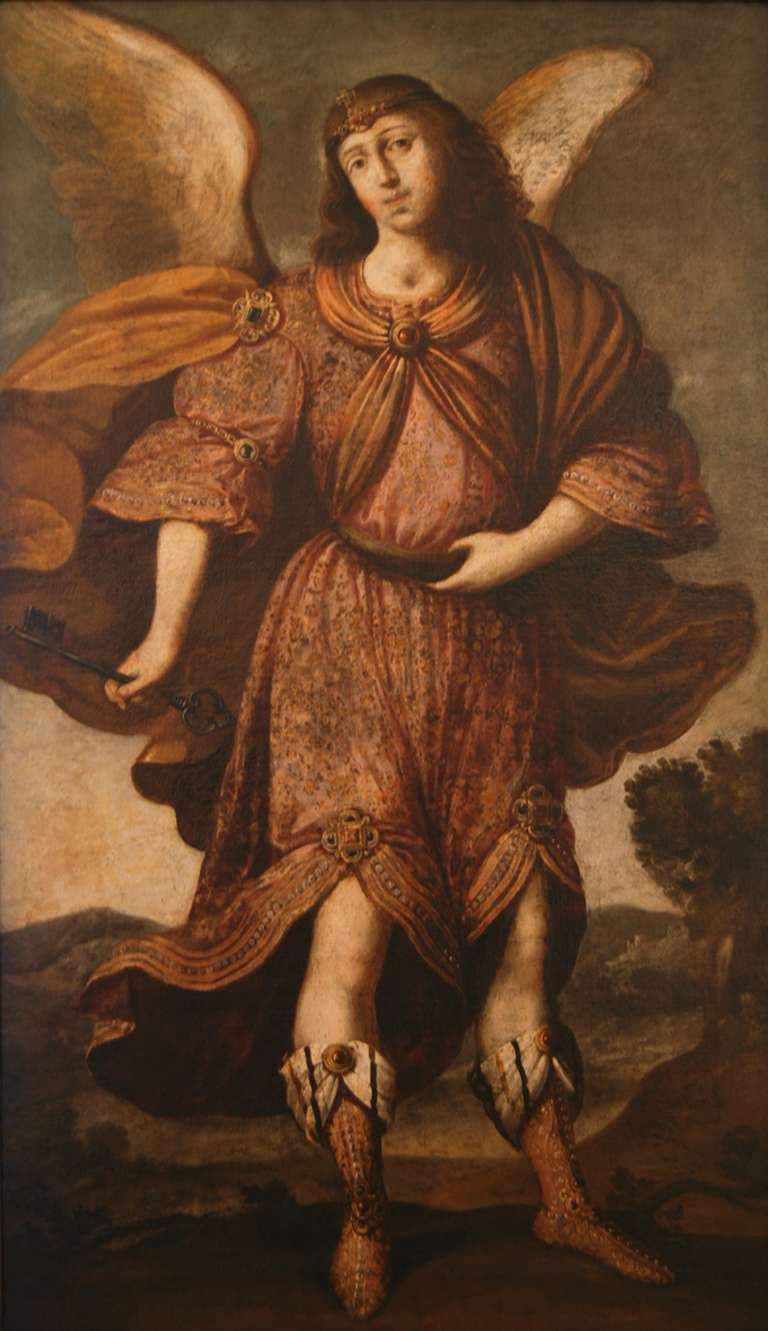
Tổng lãnh thiên thần Raziel

Raziel (tiếng Hebrew: רזיאל "Bí mật của Thiên Chúa") là một Tổng lãnh thiên thần trong các giáo lý của chủ nghĩa huyền bí của người Do Thái (Kabbalah của Do Thái giáo). Raziel thường được gọi là "Người giữ bí mật cho Chúa" hay "Thiên thần của điều mầu nhiệm".

## Chủ nghĩa thần bí và truyền thống
Raziel đóng một vai trò đa dạng trong nhiều lĩnh vực, ông được coi như là thiên thần của trí tuệ và những điều huyền bí, là người gìn giữ kiến thức bao la của Thiên Chúa. Raziel là một Cherub, một trong chín thành viên của Ophanim, đồng thời là thiên thần lãnh đạo của các Er'elim (Virtues). Raziel được cho là "hoàng tử cầm quyền ở Thiên đường thứ hai. Ông đại diện cho "Trí tuệ thần thánh của Torah" và là người bảo vệ các thiên thần trước sự cám dỗ của Satan.
Ông có liên quan đến Sefira thứ hai là Chokhmah (Trí Tuệ) đặt ở Atziluth, thế giới cao nhất trong bốn thế giới, theo thuyết Kabbalah.
Bởi vì Raziel được Thiên Chúa ưu ái và cho phép ông đứng gần Ngài nhất nên ông được nghe mọi kế hoạch thâm sâu và viết lại lời nói của Chúa. Về sau, trọng trách làm "Người ghi chép" này được trao cho thiên thần Metatron.

## Tác giả của "Sefer Raziel HaMalach"
Tác phẩm nổi tiếng "Sefer Raziel HaMalach" (Cuốn sách của Thiên thần Raziel) được cho là chứa đựng tất cả kiến thức bí mật của thế giới và phép thuật. Nó được coi như là cuốn sách ma thuật đầu tiên. Raziel đã tặng cuốn sách này cho vợ chồng Adam và Eve sau khi họ bị đuổi khỏi Vườn Eden nhằm khai sáng tâm hồn họ, giúp họ và hậu duệ có cơ hội trở về Vườn Eden cũng như kính sợ quyền năng của Thiên Chúa. Những thiên thần khác dưới trướng của ông vì ghen tị với con người nên đã đánh cắp cuốn sách rồi ném nó xuống biển. Thiên Chúa đã không trừng phạt Raziel vì tội tiết lộ kiến thức cấm mà Ngài còn sai Rahab (một thiên thần hoặc một con rồng nước) lấy nó lên để trao lại cho Adam.
Theo một số nguồn, cuốn sách đã được truyền đến thế hệ Enoch (sau này trở thành thiên thần Metatron). Từ Enoch, thiên thần Uriel đã đưa nó cho Noah, người đã sử dụng sự khôn ngoan trong việc xây dựng Con Tàu Lớn để sống sót qua trận Đại Hồng thủy. "Sefer Raziel HaMalach" cũng được cho là đã thuộc về Vua Solomon và đã dạy ông cách triệu hồi ma quỷ.